# Remilly-Wirquin
Remilly-Wirquin là một xã trong tỉnh Pas-de-Calais, vùng Hauts-de-France, Pháp.

## Địa lý
Remilly-Wirquin có cự ly khoảng 8 miles (13 km) về phía tây nam của Saint-Omer, trên đường D192, bên bờ sông Aa.

## Dân số
| 1962                                                              | 1968 | 1975 | 1982 | 1990 | 1999 | 2006 |
| ----------------------------------------------------------------- | ---- | ---- | ---- | ---- | ---- | ---- |
| 198                                                               | 215  | 234  | 283  | 327  | 315  | 348  |
| Số liệu điều tra dân số tính từ năm 1962, dân số chỉ tính một lần |      |      |      |      |      |      |

## Địa điểm nổi bật
- Nhà thờ St.Omer, dating from the 13th century.